# Eriosema irwinii
Eriosema irwinii är en ärtväxtart som beskrevs av John Wesley Grear. Eriosema irwinii ingår i släktet Eriosema och familjen ärtväxter. Inga underarter finns listade i Catalogue of Life.